# Deudet
Deudet (Deudat) ist ein osttimoresischer Suco im Verwaltungsamt Lolotoe (Gemeinde Bobonaro).

## Geographie

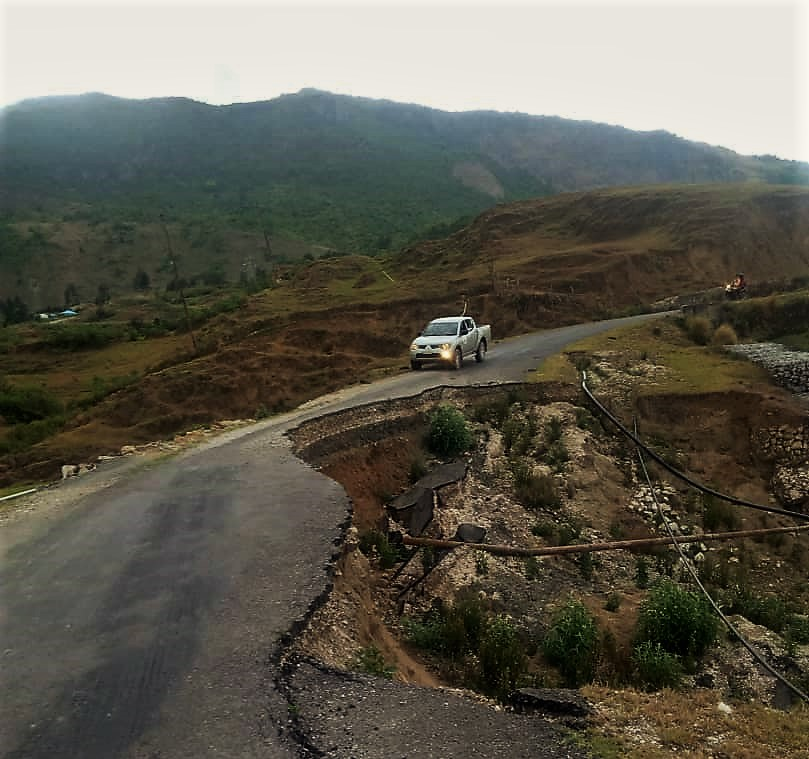
In der Nähe von Oburo

Deudet liegt im Zentrum des Verwaltungsamts Lolotoe. Östlich liegt der Suco Opa und nordwestlich der Suco Lontas. Im Nordosten reicht Deudet an das Verwaltungsamt Bobonaro mit seinem Suco Leber, im Südwesten an das Verwaltungsamt Maucatar mit seinen Sucos Holpilat und Belecasac und im Südosten an das Verwaltungsamt Suai mit seinem Suco Labarai.
Der Ruiketan bildet den Grenzfluss zu Maucatar. Der Silac, sein Zufluss, folgt der Westgrenze zu Lontas. Der Pa entspringt im nördlichen Grenzgebiet zwischen Lontas und Deudet und markiert die nördliche Grenze zu Lontas und Leber. Er ist ein Nebenfluss des Loumea. Der Foura entspringt im Nordwesten von Deudet und durchquert einen Großteil des Sucos. Im Osten von Deudet liegt an der Grenze zu Opa der Berg Tulo (1285 m,Lage). An der Grenze zu Lontas erhebt sich im Nordwesten der Coes (1205 m, Lage). Der Lolo Curu (1043 m, Lage) liegt im Nordosten und der Baharba (610 m, Lage) im Südosten, an der Grenze zu Opa.
Deudet hat eine Fläche von 26,56 km² und teilt sich in die drei Aldeias Bou-Tal (Boutal), Gole und Oe-Laca (Oelaka).
Die Dörfer Deudet und Bou-Tal, im Osten des Sucos, sind Vororte von Lolotoe, dem Hauptort des Verwaltungsamtes im benachbarten Opa. Im Norden liegt das Dorf Itililig (Gole). Nur über eine Piste ist Oburo (Aburo) im Süden zu erreichen. Im Dorf Deudet befinden sich der Sitz des Sucos und eine Grundschule. Eine Überlandstraße reicht von Nordwesten nach Deudet hinein bis zum Dorf Itililig. Von hier aus führen kleinere Straßen weiter nach Lolotoe und nach Osten.

## Einwohner
Im Suco leben 827 Einwohner (2022), davon sind 389 Männer und 438 Frauen. Im Suco gibt es 165 Haushalte. Über 95 % der Einwohner geben Bunak als ihre Muttersprache an. Kleine Minderheiten sprechen Tetum Prasa, Tetum Terik, Kemak und Mambai.

## Geschichte
Im Mai 1999, als das Unabhängigkeitsreferendum in Osttimor vorbereitet wurde, besetzten indonesische Truppen und pro-indonesische Milizen Deudet und Opa und begannen die Bevölkerung zu terrorisieren. Erst das Eintreffen der UNAMET beendete das Leiden der Bevölkerung.

## Politik
Bei den Wahlen von 2004/2005 wurde Rogerio Belo zum Chefe de Suco gewählt. Bei den Wahlen 2009 gewann Justino Afonso und 2016 Cipriano Belo. 2023 wurde Ancelmo de Fatima Godinho neuer Chefe de Suco.